# Парламентарни избори у Аустрији 1956.
Аустријски парламентарни избори 1956. су били осми у историји Аустрије. Одржани су 13. маја 1956.  под вођством канцелара Јулијус Раба је поново постала најјача странка по гласовима и преузела то звање од -а коју је предводио Адолф Шерф и која је и поред више освојених гласова него на прошлим изборима остала друга најјача странка у Аустрији. На трећем месту је била Слободарска партија Аустрије (FPÖ) која је настала из Савеза независних (VdU) коју је предводио бивши мајор СС-а Антон Рајнтхалер.

## Позадина
Парламентарни избори 1956, су први избори који су одржани после потписивања аустријског држаног уговора и престанка савезничке окупације 15. маја 1955. Такође се гласачима по први пут представила и Слободарска партија чија је идеологија слична коју је имао и Савез независних.

## Изборни резултати
Резултати парламентарних избора у Аустрији 1956.
| Политичка партија                                                       | гласова   | гласова  | %    | %    | број посланика | број посланика |
| Политичка партија                                                       | 1956      | ±        | 1956 | ±    | 1956           | ±              |
| ----------------------------------------------------------------------- | --------- | -------- | ---- | ---- | -------------- | -------------- |
| Аустријска народна странка ()                                           | 1.999.986 | +218.209 | 46,0 | +4,7 | 82             | +8             |
| Социјалдемократска партија Аустрије ()                                  | 1.873.295 | +54.778  | 43,0 | +0,9 | 74             | +1             |
| Слободарска партија Аустрије ()                                         | 283.749   | -189.117 | 6,5  | -4,4 | 6              | -8             |
| Комунистичка партија Аустрије ()                                        | 192.438   | -35.721  | 4,4  | -0.9 | 3              | -1             |
| Остале партије                                                          | 2.440     | -        | 0,04 | -    | 0              | 0              |
| Укупно                                                                  | 4.351.908 |          | 100  |      | 165            |                |
| Извори: Резултати парламентарних избора у Аустрији 1945-2002, Аустрија, |           |          |      |      |                |                |

- Од 4.614.464 регистрованих гласача на изборе је изашло 95,95%

## Последице избора
Пошто је ÖVP-у недостајао само један мандат до апсолутне већине, Велика коалиција између ÖVP-а и SPÖ-а је настављена. Јулијус Раб је остао канцелар Аустрије, а Адолф Шерф вицеканцелар.